# تپه گورستان خمک
تپه قبرستان خمک مربوط به دوره اشکانیان است و در شهرستان زابل، بخش میانکنگی، دهستان قرقری، ۹۵۰ متری غرب روستای خمک واقع شده و این اثر در تاریخ ۲۷ اسفند ۱۳۸۶ با شمارهٔ ثبت ۲۲۶۴۹ به‌عنوان یکی از آثار ملی ایران به ثبت رسیده است.